# Canon EOS-1D X Mark II
Die Canon EOS-1D X Mark II ist eine digitale Spiegelreflexkamera des japanischen Herstellers Canon, die im Mai 2016 in den Markt eingeführt wurde. Der Hersteller richtet sich mit diesem Modell an Berufsfotografen.
2020 erschien die EOS-1D X Mark III.

## Merkmale
- 4K-Video mit bis zu 60 Bilder/s bis zu 30 Minuten Aufnahmedauer[4]
- Kontinuierliche Aufnahmen bis zu 14 Bilder pro Sekunde mit Autofokus; 16 Bilder pro Sekunde im live view-Modus mit gesperrtem Spiegel und ohne Autofokus. Diese Bildraten sind nur mit der Batterie LP-E19 verfügbar. Die Batterie LP-E4 ermöglicht 12/14 B/s.
- Full HD video bis zu maximal 120 B/s.
- Autofokus-Punkte unterstützen eine Blende bis zu f/8.[5]
- Alle AF-Punkte werden permanent rot beleuchtet.
- Unterstützung von CFast-Memory-Karten.
- Eingebautes GPS
- Maximaler Belichtungsindex (ISO-Empfindlichkeit) von 409600
- Anti-flicker-Funktion
- Touchscreen-LCD, das bei Videoaufnahmen die Wahl der AF-Punkte ermöglicht.
- Dual „DIGIC 6+“-Prozessor